# Болама (округ)
Болама (порт. Bolama) — регион в Гвинее-Бисау. Административный центр — город Болама. Площадь — 2 624,4 км², население — 32 424 человек (2009 год).

## География
Округ (регион) Болама расположен на крайнем западе Гвинеи-Бисау, в её Южной провинции. Это в первую очередь находящийся у африканского побережья архипелаг Бижагош, а также находящийся на юго-восток от него небольшая островная группа Жоао-Виейра. В состав региона входит также небольшой полуостров на побережье материка. Административный центр региона — городок Болама, лежащий на ближайшем к материку острове архипелага Бижагош.
В островные группы региона входят 88 островов, из которых обитаемыми являются 19. Наиболее населёнными являются острова Болама, Каравела и Бубаке. Жители островов относятся к народности бидього, говорящей на языке биджаго" атлантической языковой семьи.
Округ Болама подразделяется на четыре сектора: Болама, Бубаке, Каравела и Уно. Сектор Уно был образован в 2004 году выделением его из сектора Каравела.